# Monte Cristallo
Monte Cristallo je nejvyšší hora horské skupiny Cristallo v Dolomitech s nadmořskou výškou 3221 m n. m.. Poprvé na ni 14. září 1865 vystoupili Paul Grohmann, Angelo Dimai a Santo Siorpaes.

## Poloha a okolí
Horská skupina Cristallo s vrcholem Monte Cristallo se nachází na severovýchodě Itálie v regionu Benátsko. Nachází se severovýchodně od města Cortina d'Ampezzo a nabízí výhled na údolí Valle del Boite. Masiv Cristallo obklopují horské skupiny Dolomiti di Braies, Sextenské Dolomity s nejznámějčími vrcholy Tre Cime a Tofana. Na východě pod ním se nachází jezero Lago di Misurina.
Výchozím bodem pro nejjednodušší výstup na Monte Cristallo je Passo Tre Croci v nadmořské výšce 1 809 metrů. Odtud se na vrchol dostanete přes Grava di Cerigeres a Passo del Cristallo. Poprvé jej 14. září 1865 zdolal vídeňský horolezec Paul Grohmann v doprovodu horských vůdců z Ampezza Santo Siorpaese a Angela Dimaie.

## Via ferrata
V blízkom okolí se v horské skupině Cristallo se nacházejí tři via ferraty, z nichž via ferrata Ivano Dibona (horolezec Ivano Dibona zde zemřel v roce 1968) a via ferrata Marino Bianchi začínají v průsmyku Staunies poblíž chaty Rifugio Lorenzi: první slouží k sestupu do Ospitale, druhou lze využít k výstupu na vrchol Cristallo di Mezzo. Z Ospitale je však možné vystoupat k bivaku Lorenzi přes via ferrata Renè de Pol.
Kolem hory Monte Cristallo se točil mystický horský film Modré světlo z roku 1932.

## Galerie

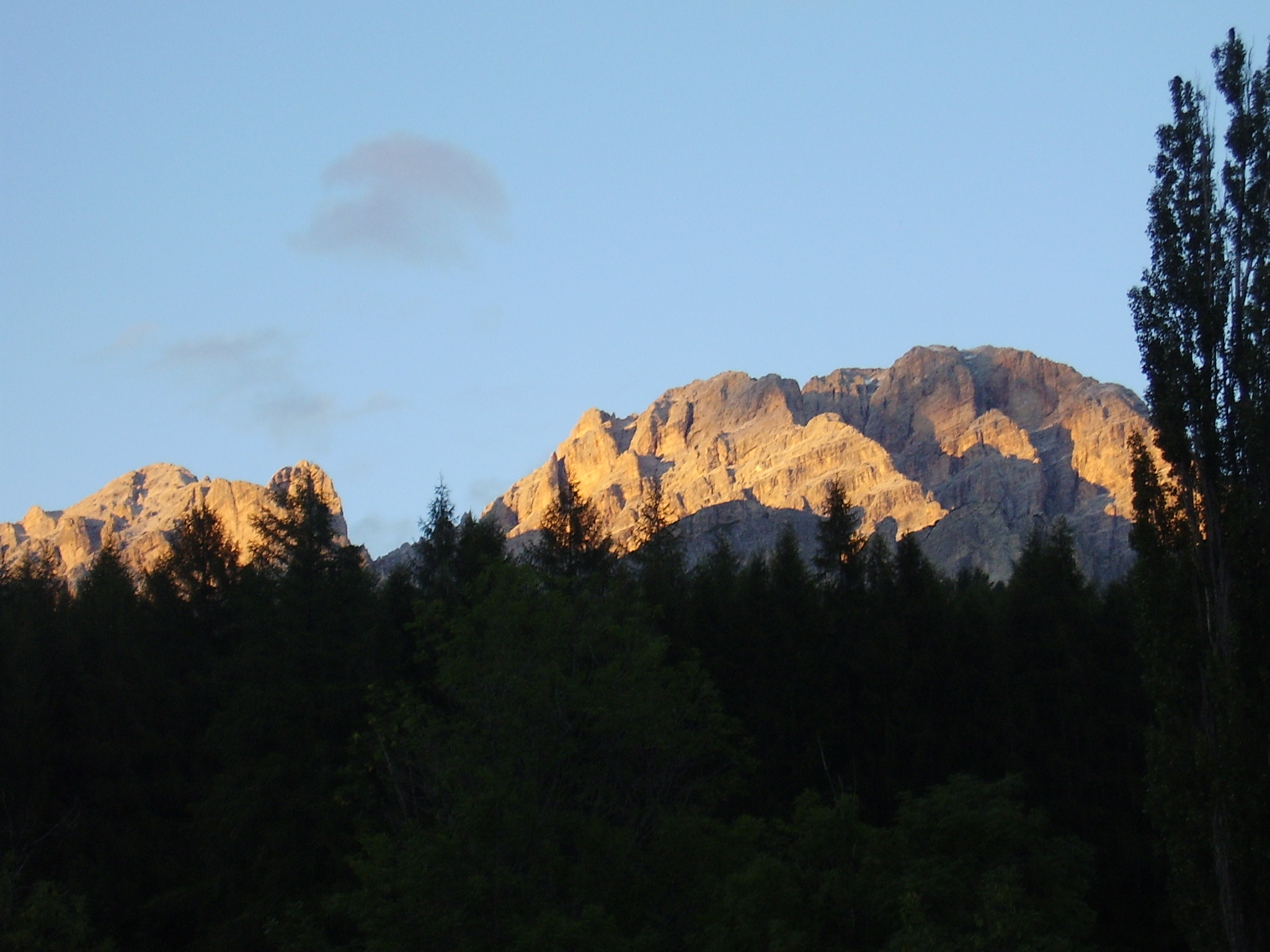
Západ slunce na Monte Cristallo při pohledu z Cortiny d'Ampezzo.
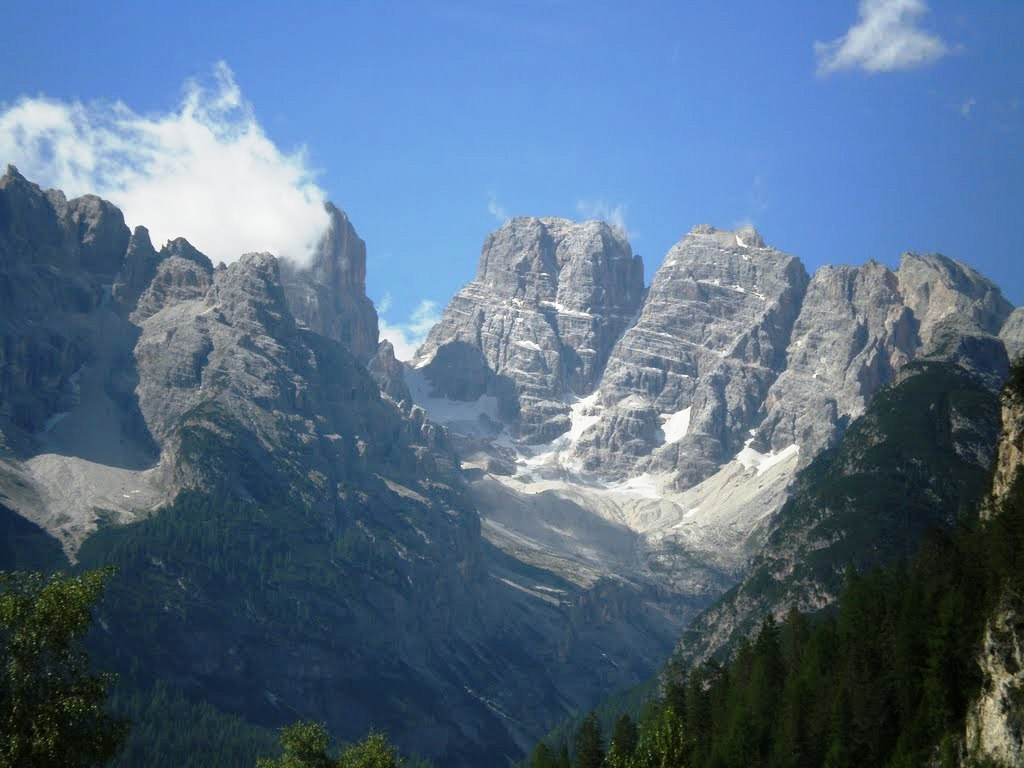
Monte Cristallo.
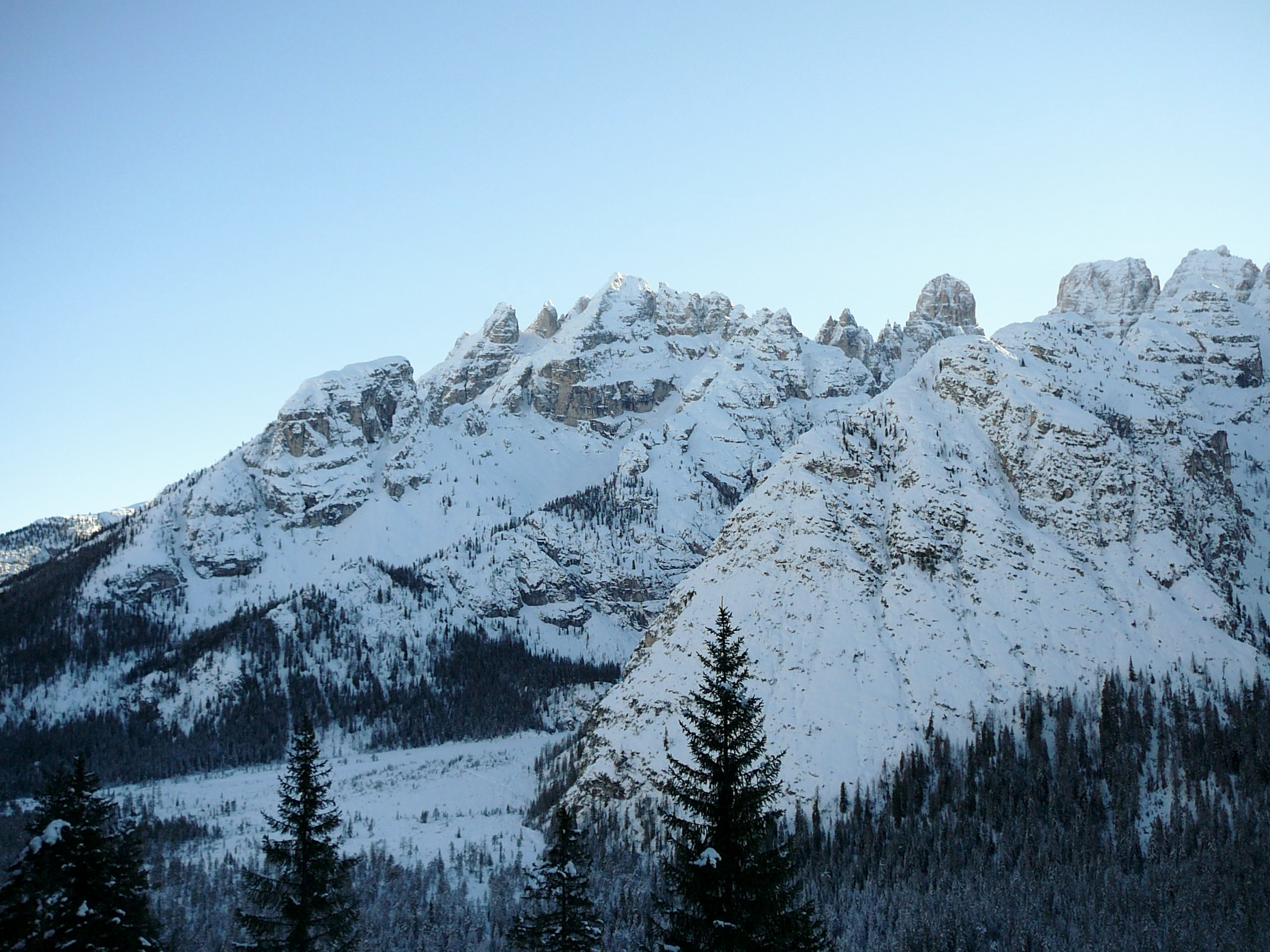
Monte Cristallo.
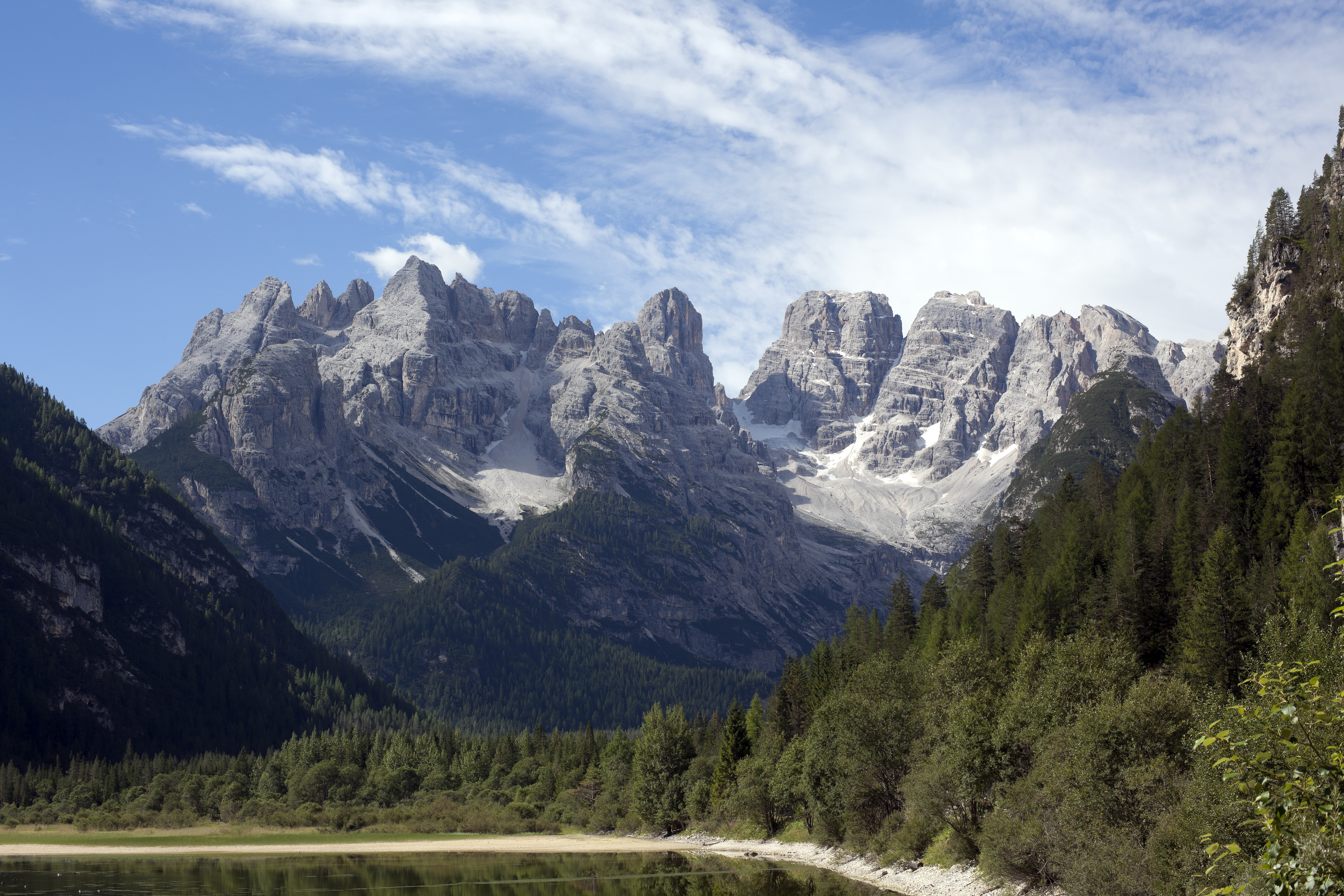
Monte Cristallo.